# Sorex maritimensis
Sorex maritimensis är en däggdjursart som beskrevs av Smith 1939. Sorex maritimensis ingår i släktet Sorex och familjen näbbmöss. IUCN kategoriserar arten globalt som livskraftig. Inga underarter finns listade i Catalogue of Life.
Denna näbbmus förekommer i delstaterna Nova Scotia och New Brunswick i östra Kanada. Antagligen föredras gräsmarker och skogsgläntor som är täckta av gräs som habitat. Djuret föredrar fuktiga områden.
Arten blir med svans 10,5 till 11,7 cm lång, svanslängden är 4,0 till 4,5 cm och vikten är ungefär 7,5 g. På ovansidan förekommer mörkbrun päls, kroppens sidor är ljus gråbrun och undersidan är täckt av ljusgrå päls. Sorex maritimensis listades fram till 1980-talet som underart till Sorex arcticus. Båda djur är antagligen systerarter.